# Joseph White (zapaśnik)
Joseph (James) George White (ur. 15 marca 1882) – brytyjski zapaśnik walczący w stylu wolnym. Olimpijczyk z Londynu 1908, gdzie zajął piąte miejsce w wadze piórkowej.

## Letnie Igrzyska Olimpijskie 1908
| Konkurencja        | Rundy eliminacyjne    | Rundy eliminacyjne    | Klas. końcowa |
| Konkurencja        | 1/8                   | 1/4                   | Miejsce       |
| ------------------ | --------------------- | --------------------- | ------------- |
| 60,3 kg styl wolny | William Jones (GBR) Z | William McKie (GBR) P | 5.            |